# Brodnica (Cuiavia-Pomerania)
Brodnica (in tedesco: Strasburg) è una città polacca del distretto di Brodnica nel voivodato della Cuiavia-Pomerania.
Ricopre una superficie di 23,15 km² e nel 2007 contava 32 588 abitanti.

## Geografia fisica
La città è situata nel voivodato della Cuiavia-Pomerania dal 1999, mentre dal 1975 al 1998 ha fatto parte del voivodato di Toruń.

## Storia
I primi insediamenti della città iniziarono nel 1262, e Brodnica ricevette i diritti di città nel 1298. Nel 1772 la città cadde sotto il dominio del Regno di Prussia e fu in seguito, (1807), incorporata nel Ducato di Varsavia. Dal 1815 al 1945 Brodnica appartenne alla Prussia e dal 1945 divenne polacca. Durante la Seconda guerra mondiale furono assassinati circa 1 000 abitanti.

## Galleria d'immagini

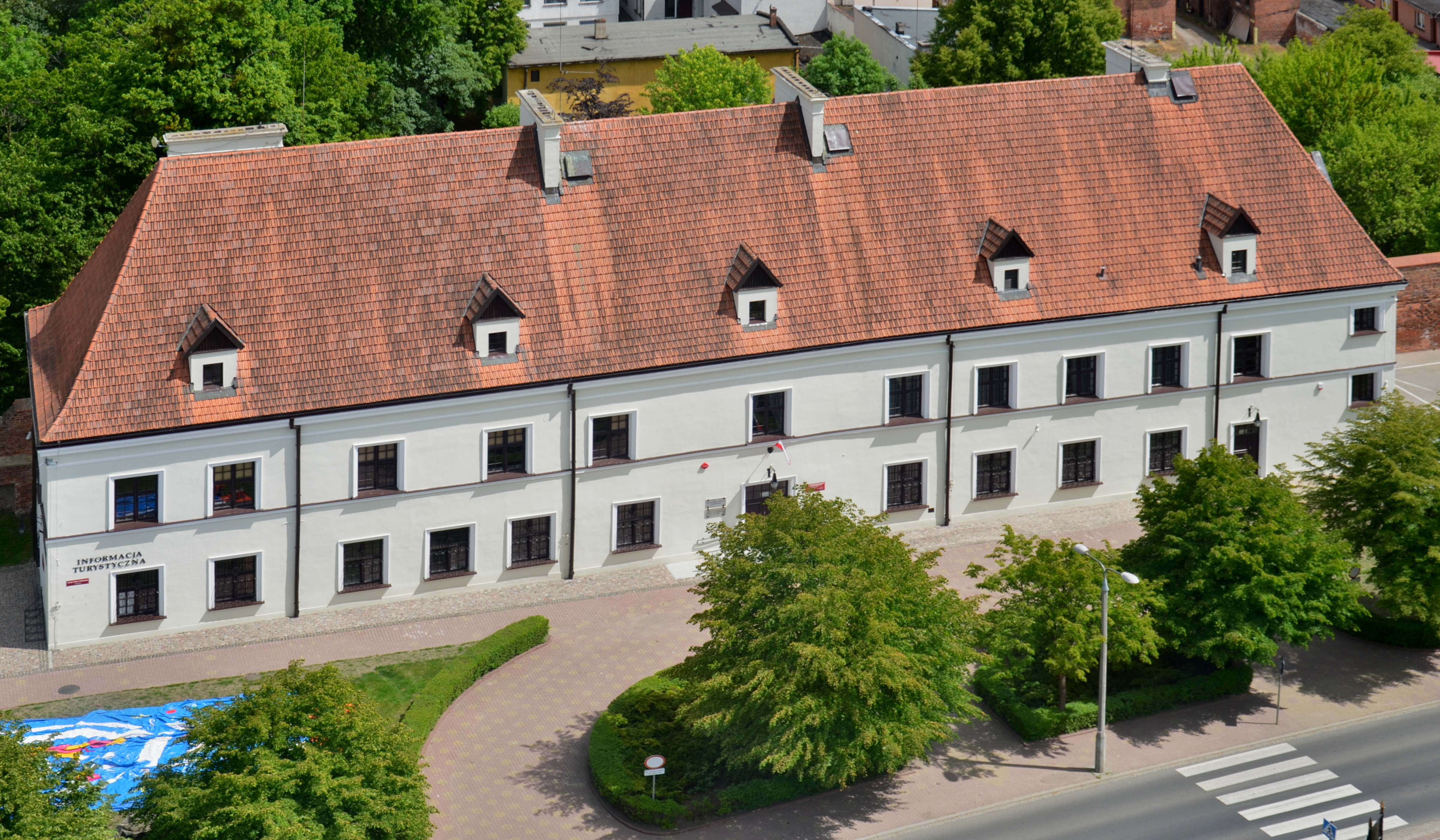
Palazzo di Anna Vasa
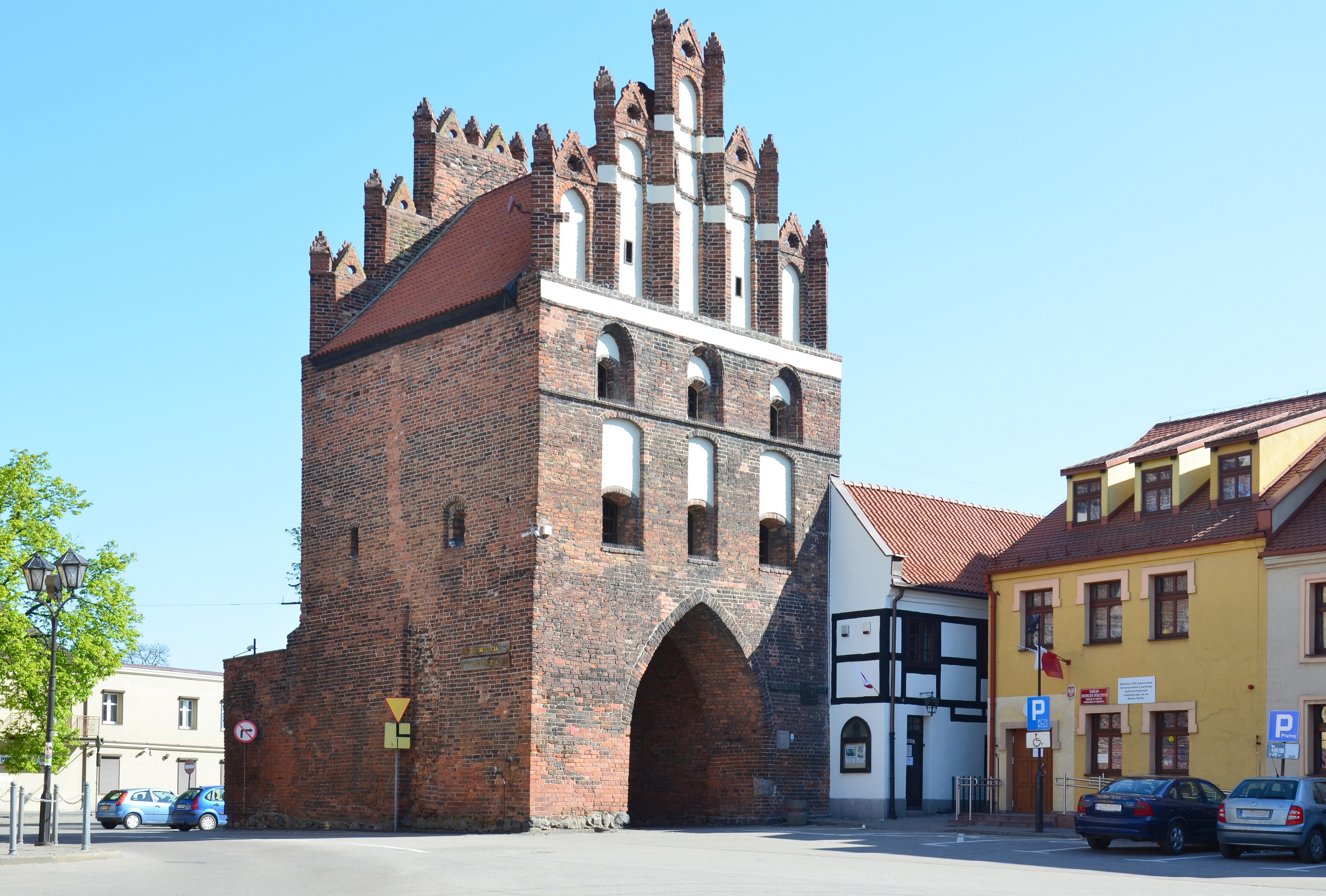
Cancello
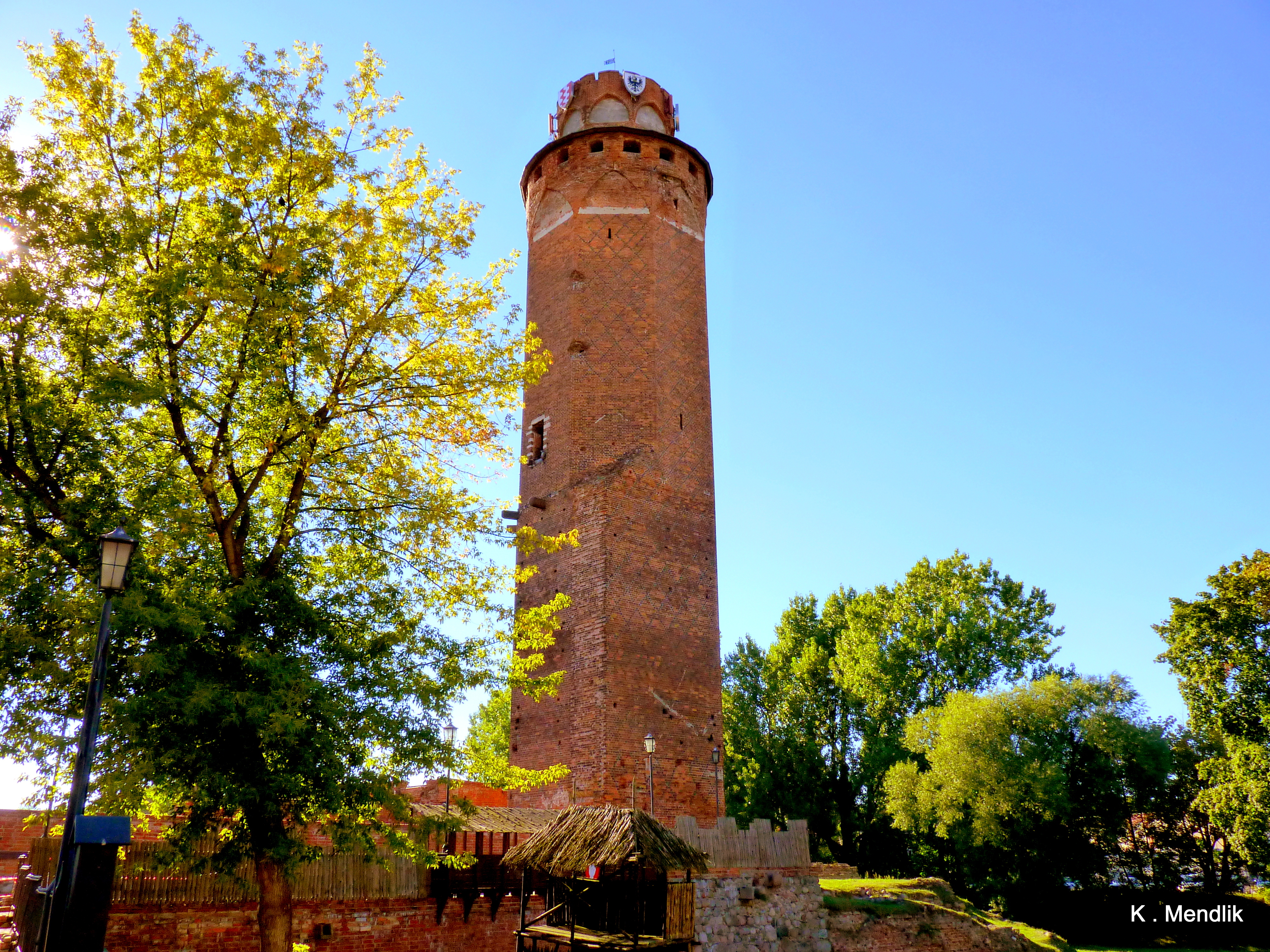
Castello
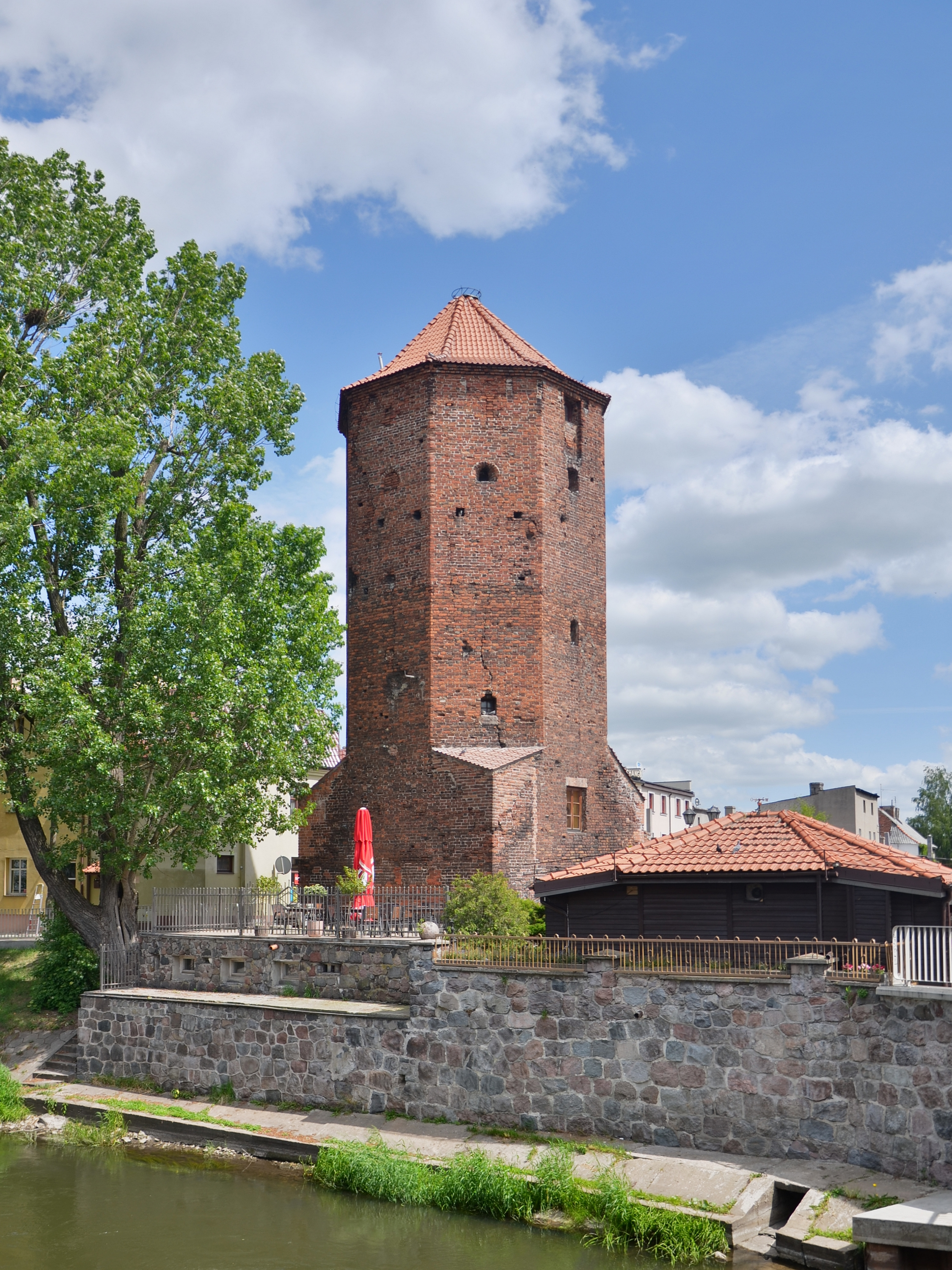
Torre
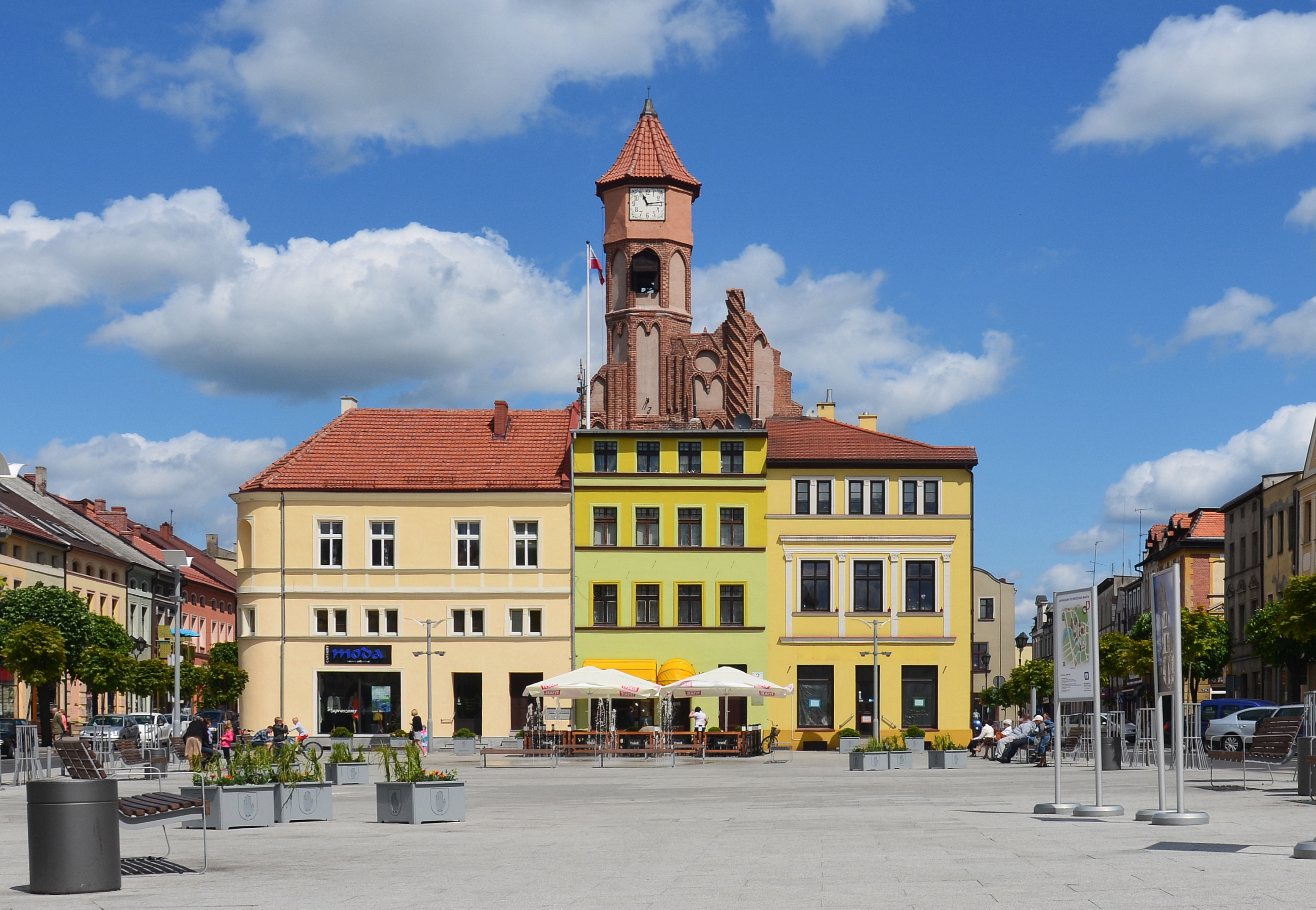
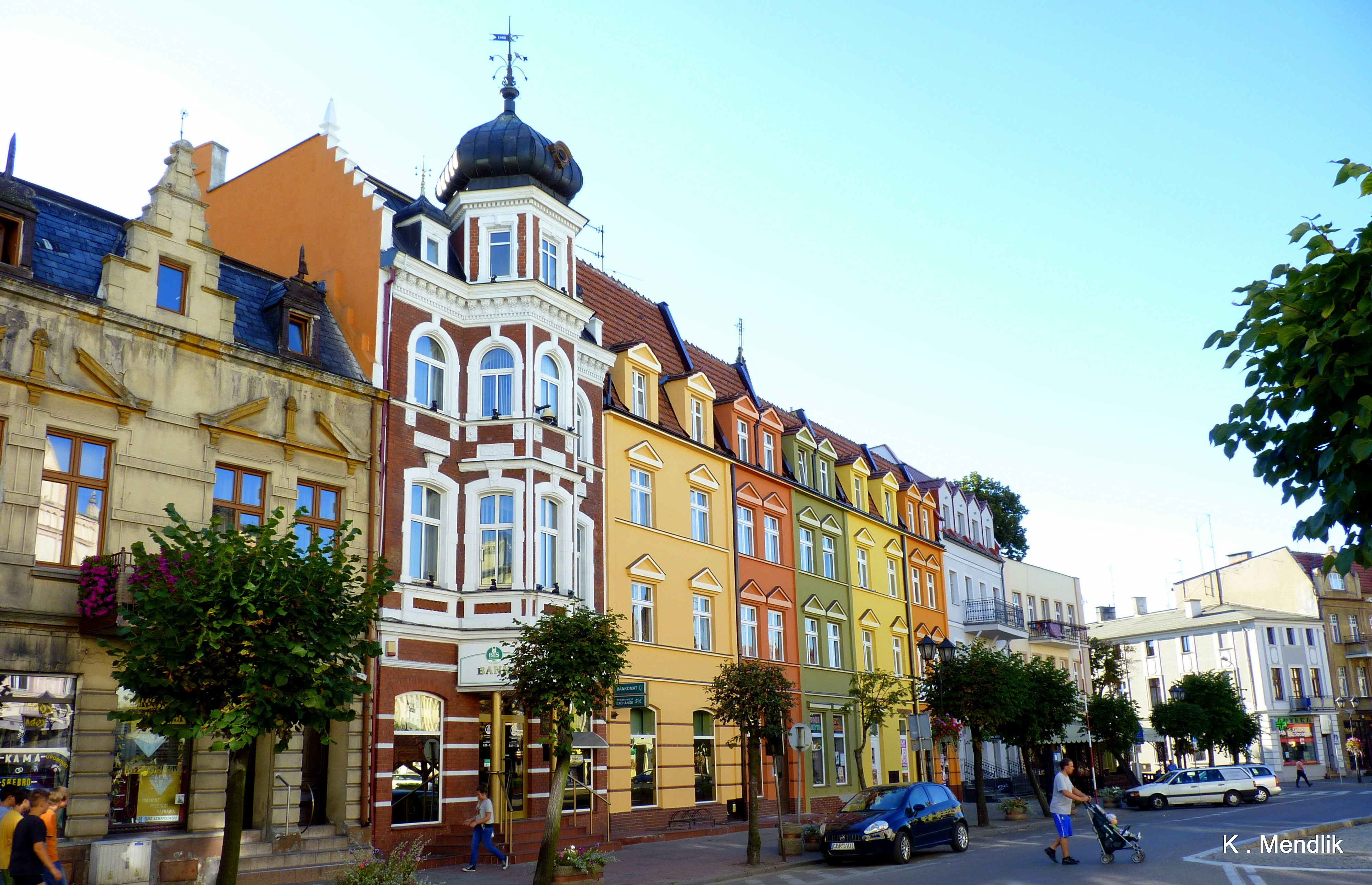
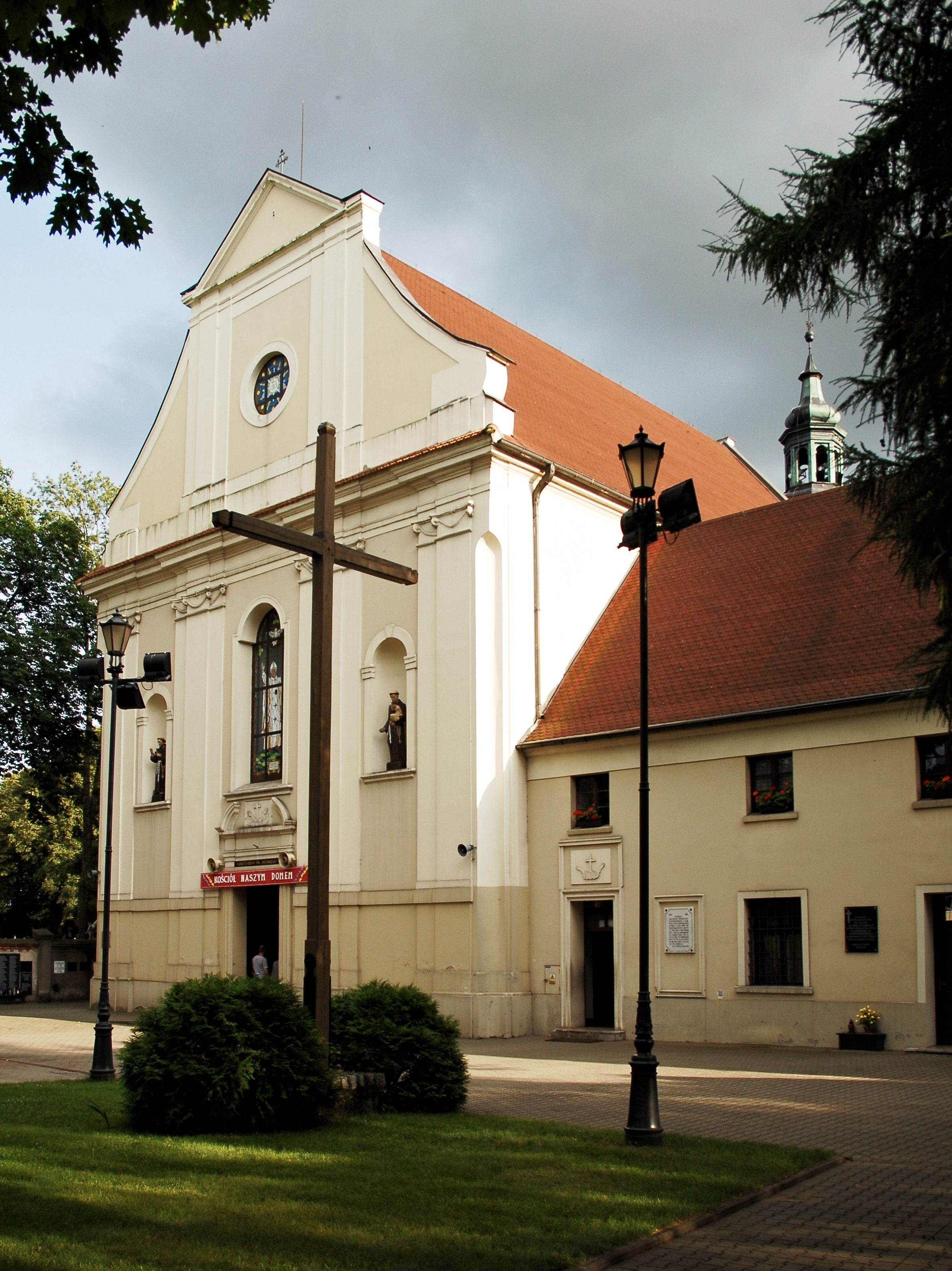
Monastero
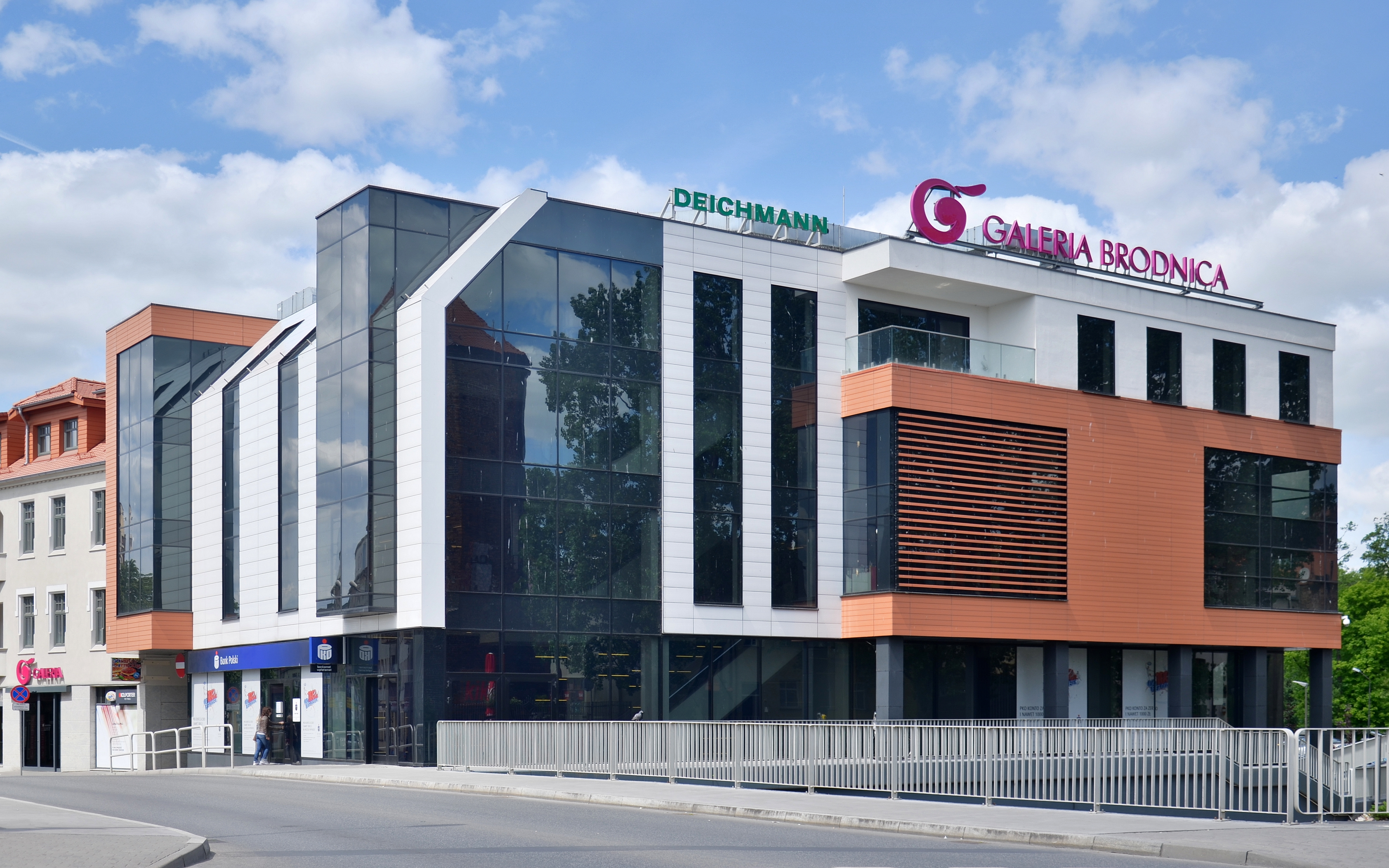
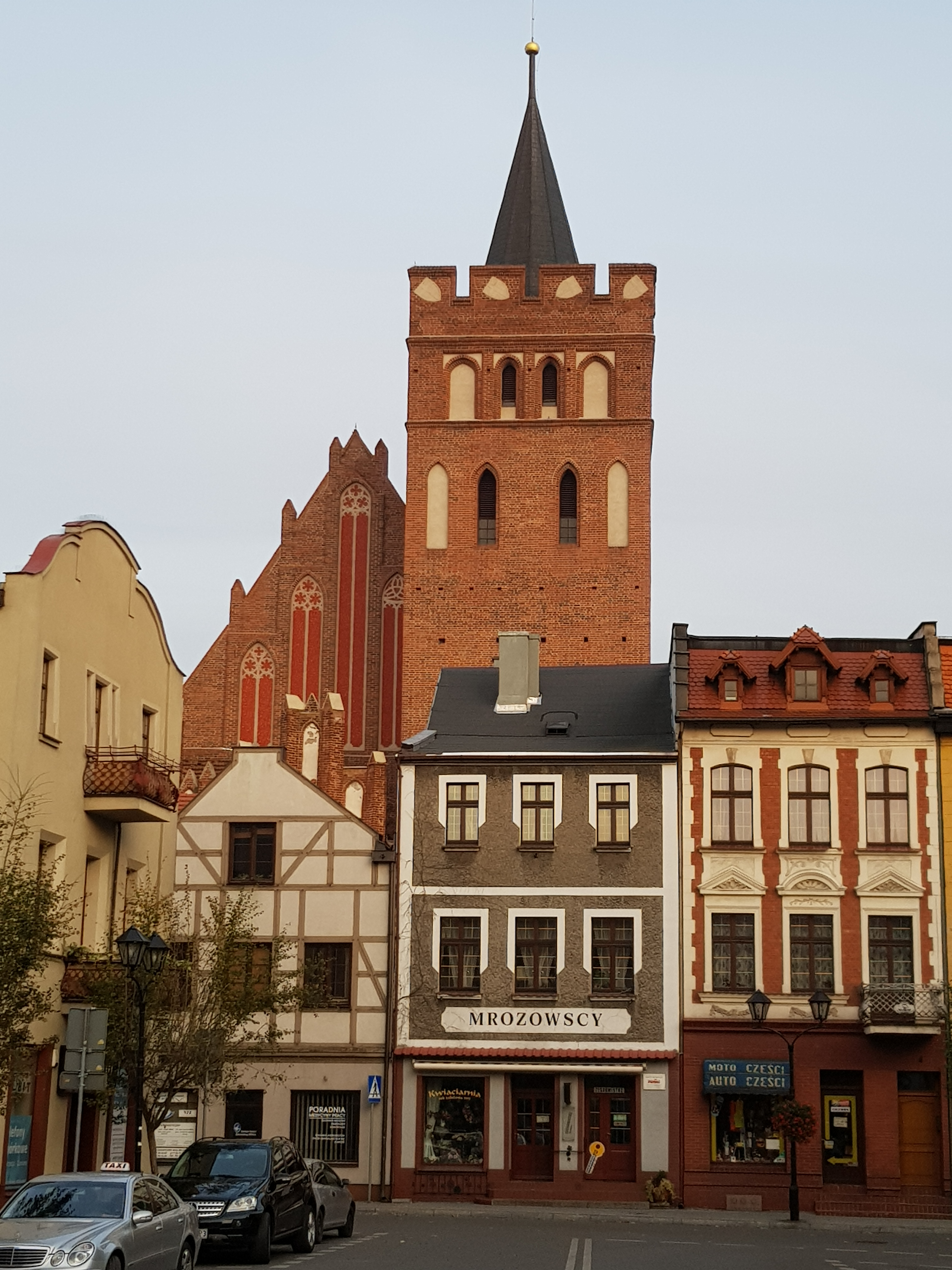
Chiesa di Santa Caterina
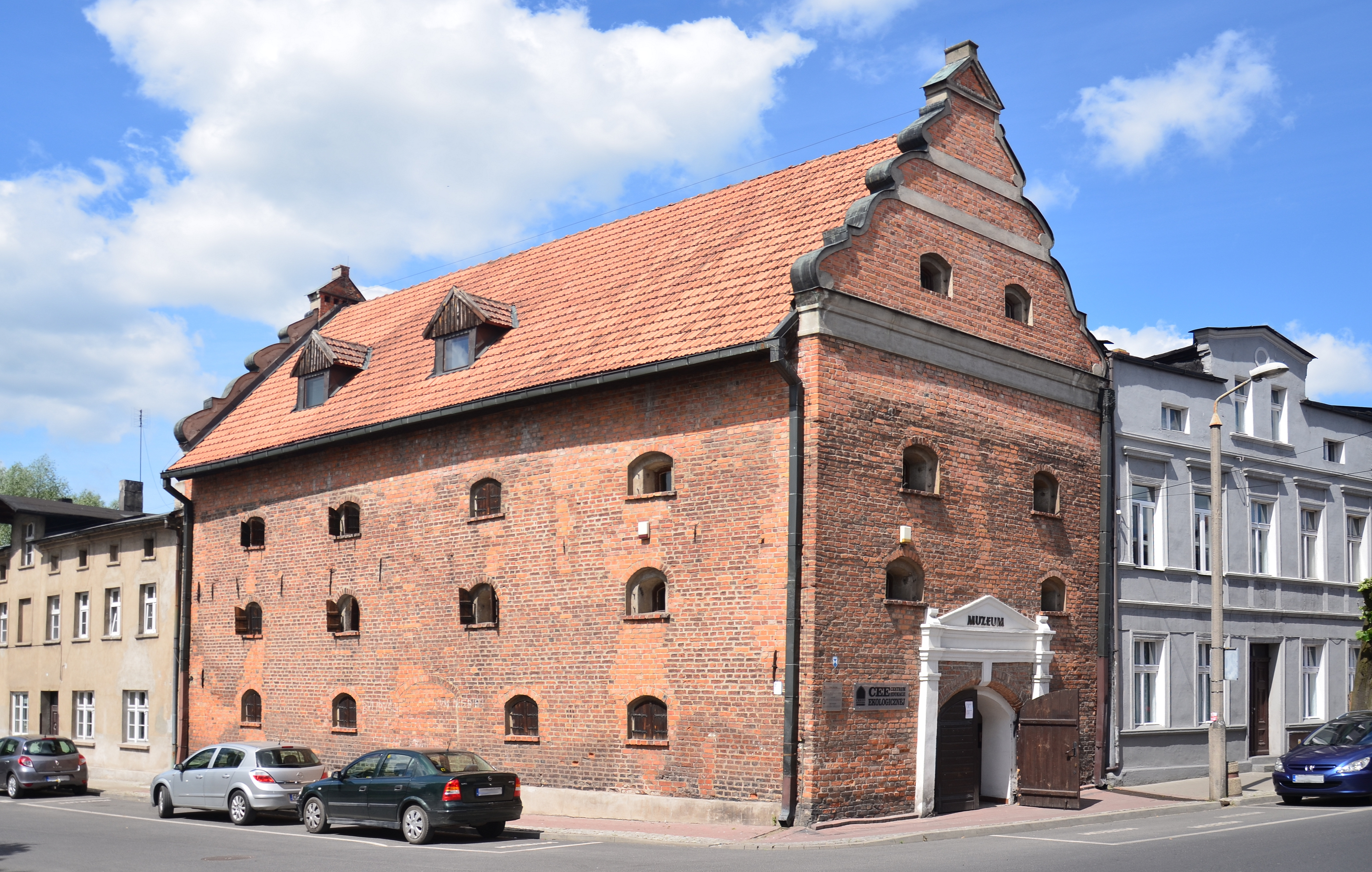
Granaio

## Sport
- Sparta Brodnica - calcio